# Super Animal Royale
Super Animal Royale es un videojuego indie perteneciente al género de battle royale, siendo desarrollado y publicado por Pixile Studios para Microsoft Windows, macOS, Nintendo Switch, PlayStation 4, PlayStation 5, Xbox One, Xbox Series X/S y Google Stadia. El juego presenta partidas de hasta 64 jugadores, donde unos  animales antropomórficos compiten por ser el último en sobrevivir, con una gran variedad de armas y objetos a su disposición. El juego está desarrollado a través del motor gráfico Unity.
Su versión de acceso anticipado en Steam fue lanzada el 12 de diciembre de 2018, con una demo gratuita siendo lanzada un mes después. Su versión de Xbox One y Xbox Series X/S fue lanzada en el Game Pass el 1 de junio de 2021. El juego fue lanzado de forma oficial en Steam, y también en sus versiones de Xbox One, Xbox Series X/S, PlayStation 4, PlayStation 5, y Nintendo Switch el 26 de agosto de 2021.

## Gameplay
Super Animal Royale es un juego de disparos 2D en tercera persona, donde hasta 64 jugadores deben competir para ser el último superviviente, el último dúo o el último escuadrón, usando una gran variedad de armas y objetos. Los jugadores deben crear un personaje usando uno de varios "Super Animales" disponibles en el juego, incluyendo colores y partes de diferentes especies, los cuales son desbloqueables con piezas de ADN desbloqueables al término de cada partida. También se pueden conseguir puntos de experiencia, cuya cantidad depende del desarrollo de la partida, los cuales sirven para subir de nivel y conseguir acceso a nuevas especies. A su vez, también hay objetos cosméticos para personalizar a cada animal, como camisetas, sombreros, bigotes, lentes, entre otros.
Después de unirse al lobby, los jugadores aparecen en un área de no combate, antes del comienzo de la partida. Si hubiera menos de 64 jugadores, el juego rellena automáticamente con bots. Cada jugador aterriza a través de un águila gigante a un campo de batalla que contiene armas, armaduras y un "jugo de salud", el cual puede ser almacenado para restaurar la salud cuando sea necesario. Los jugadores comienzan el juego con una katana, y a medida que avanza la partida, van encontrando armas, tanto automáticas como semiautomáticas, así como las balas de estas mismas, e incluso granadas y bombas de gas de zorrillo. 
El juego además cuenta con dos tipos de vehículos: unas ruedas de hámster, que sirven tanto para recorrer el mapa, como para ser usadas de protección, así como un emú, que también sirve para recorrer el mapa.

## Desarrollo
Super Animal Royale empezó a ser desarrollado en octubre de 2017 por Pixile Studios. El juego está inspirado por shooters similares, como H1Z1 y PlayerUnknown's Battlegrounds, Michael Silverwood y Chris Clogg construyeron el juego en Unity, y crearon la mecánica de línea de visión para ocultar a los jugadores en las sombras de los objetos, mediante la modificación de un complemento de Unity existente para ayudar con el rendimiento de este. Silverwood declaró que su decisión de que el juego presentara animales con estilo caricaturizado fue que le gustaba el humor absurdo de yuxtaponer personajes caprichosos y coloridos con personalidades sorprendentemente enojadas y violentas.
Las inscripciones para la versión alfa comenzaron en marzo de 2018, donde los jugadores podían registrarse en el sitio web oficial del título. Se lanzó una versión posterior del título en Early Access a través de Steam el 12 de diciembre de 2018, que se lanzó vía una promoción de "Fin de semana gratis" durante los siguientes cuatro días. El 3 de enero de 2019, se lanzó una demostración gratuita permanente que permite a los jugadores transferir su progreso y contenido desbloqueado a la versión completa y de paga del juego.
El 8 de mayo de 2024, Michael Silverwood anunció que Super Animal Royale será totalmente independiente, dejando de tener a Modus Games como distribuidor del juego. Pixile Studios ahora autodistribuye Super Animal Royale en todas las plataformas.